# Hilderik I.
Hilderik I.  (latinsko Hildericvs, francosko Childéric) je bil kralj Salijskih Frankov in oče kralja Klodvika I., ki je združil Franke in ustanovil Merovinško dinastijo, * okoli 440, † 481/482.

## Vojaška kariera
Hilderik je svojega očeta, kralja Salijskih Frankov, nasledil leta 457 ali 458. Do leta 457 je vladal Frankom najmanj v okolici Tournaia in dolini reke Lys. Vladal je morda tudi bolj proti jugu, vendar so podatki o tem nejasni. Po Gregorju Tourskem je bil nekaj časa izgnan, domnevno zaradi nezadovoljstva z njegovim zasebnim življenjem. Gregor pravi, da so ga po osmih letih izgnanstva poklicali domov.
Leta 463 je kot zaveznik zahodnorimskega generala Egidija, magistra militum severne Galije s sedežem v Soissonsu, porazil Vizigote, ki so poskušali razširiti svojo vladavino na dolino Loare. Po Egidijevi smrti je kot zaveznik zahodnorimskega comesa Pavla (Paulusa) iz sedanjega Angersa skupaj z mešano vojsko romaniziranih Galcev, Rimljanov in Frankov porazil Gote in zasegel bogat plen. Za Goti so v Galijo vdrli saški plenilci pod Odoakerjevim poveljstvom, prodrli do Angersa in ga osvojili, potem pa sta ga Hilderik in Pavel leta 469 svobodila. Hilderik je Sase zasledoval do otokov v delti Loare in jih pobil. V letih 476 do 481 se je z Odoakerjem dogovarjal o morebitnem zavezništvu proti Alemanom, ki so poskušali napasti Italijo.

## Družina in smrt
Gregor Tourski v Libri Historiarum pripoveduje zgodbo, da so Salijski Franki Hilderika izgnali, ker je zapeljeval njihove žene. Osem let izgnanstva je preživel pri turingijskem kralju Basinu in njegovi ženi, kraljici Basini. Vrnil se je šele potem, ko mu zvesti služabnik svetoval, da bi lahko varno vrnil tako, da bi mu poslal svojo polovico zlatega predmeta, ki sta si ga s Hilderikom razdelila pred izgonom. Gregor opisuje tudi njegovo vrnitev v Tournai, kamor je prišla tudi kraljica Basina, ki je zaradi Hilderika zapustila svojega moža. 
Hilderik je bil poročen z Basinino hčerko Basino Turingijsko, s katero je imel več otrok:
- Klodvika I. (466–511),
- Audofledo, ženo Teoderika Velikega in kraljico Ostrogotov,
- Lantildo (468–ni znano) in
- Abofledo (470–ni znano).

Hilderik je umrl leta 481 ali 482. Pokopan je bil v Tournaiu. Na prestolu Salijskih Frankov ga je nasledil sin Klodvik I.

## Grob
Hilderikov grob so odkrili leta 1653 v bližini cerkve Saint-Brice v Tournaiu, Belgija. V njem so odkrili številne dragocene predmete, vključno z zlatom in granati okrašene posode, zlatnike, zlato bikovo glavo in obroč s kraljevim imenom. V njegovem ogrinjalu so našli približno tristo zlatih čebel. Odkritje je objavil nadvojvoda Leopold Viljem, guverner južne Nizozemske (sedanje Belgije) in zaklad poslal Habsburžanom na Dunaj, Habsburžani pa so ga nato podarili francoskemu kralju Ludviku XIV.. Zaklad na kralja ni naredil kdo ve kako globokega vtisa in ga je shranil v kraljevi knjižnici, ki je med francosko revolucijo postala Francoska narodna knjižnica. Napoleon je bil nad Hilderikovimi čebelami mnogo bolj navdušen kot kralj in se odločil, da bodo kot simbol Francoskega cesarstva zamenjale bourbonske lilije. 
V noči med  5. in 6. novembrom 1831 so iz knjižnice ukradli približno osemdeset kilogramov dragocenih predmetov, med njimi tudi Hilderikove čebele. Večino zlatih predmetov so pretalili. Nekaj predmetov, skritih v Seni, so kasneje našli. Med njimi sta bili tudi dve zlati čebeli. Videz ukradenih predmetov je znan samo iz finih gravur iz obdobja odkritja zaklada in nekaj reprodukcij, ki so jih naredili Habsburžani. 